# Глогувек (гмина)
Глогувек (пол. Głogówek) — городско-сельская гмина (волость) в Польше, входит как административная единица в Прудницкий повет, Опольское воеводство. Население — 13 809 человек (на 2011 год).

## Демография
Население гмины по состоянию на 2011 год:
| Перепись            | Всего  | Мужчины | Женщины |
| ------------------- | ------ | ------- | ------- |
| Всего               | 13 809 | 6 717   | 7 092   |
| Городское население | 5 774  | 2733    | 3041    |
| Сельское население  | 8 035  | 3 984   | 4 051   |

## Сельские округа
1. Беджиховице
2. Блажеёвице-Дольне
3. Цешнув
4. Дзержыславице
5. Гуречно
6. Казимеж
7. Керпень
8. Лесник
9. Мёнув
10. Мохув
11. Нове-Котковице
12. Нове-Котковице-Худоба
13. Рацлавице-Слёнске
14. Жепче
15. Старе-Котковице
16. Шонув
17. Томице
18. Твардава
19. Вежх
20. Врублин
21. Завада

## Поселения
1. Анахув
2. Бут
3. Гольчовице
4. Малковице
5. Муцкув
6. Сыслув
7. Звястовице

## Соседние гмины
1. Гмина Бяла
2. Гмина Глубчице
3. Гмина Крапковице
4. Гмина Любжа
5. Гмина Павловички
6. Гмина Реньска-Весь
7. Гмина Стшелечки
8. Гмина Вальце